# Slivnica
Slivnica (in bulgaro Сливница?) è un comune bulgaro situato nella Regione di Sofia di 9 789 abitanti (dati 2009). La sede comunale è nella località omonima.
Nel corso della guerra serbo-bulgara del 1885 Slivnica fu teatro di una battaglia che vide l'esercito bulgaro sconfiggere quello serbo.

## Località
Il comune è formato dall'insieme delle seguenti località:
- Slivnica (sede comunale)
- Aldomirovci
- Bahalin
- Bărložnica
- Bratuškovo
- Dragotinci
- Gălăbovci
- Gurguljat
- Izvor
- Pištane
- Povalirăž
- Radulovci
- Rakita